# Bruthen
Bruthen ist eine Kleinstadt am Tambo River in östlichen Gippsland im australischen Bundesstaat Victoria. Sie liegt zwischen den Städten Ensay und Bairnsdale an der Great Alpine Road. Bei der Volkszählung 2006 wurde die Einwohnerzahl mit 624 festgestellt. Die Entfernung nach Bairnsdale beträgt 26 km in westlicher Richtung und nach Melbourne 311 km.

## Geschichte

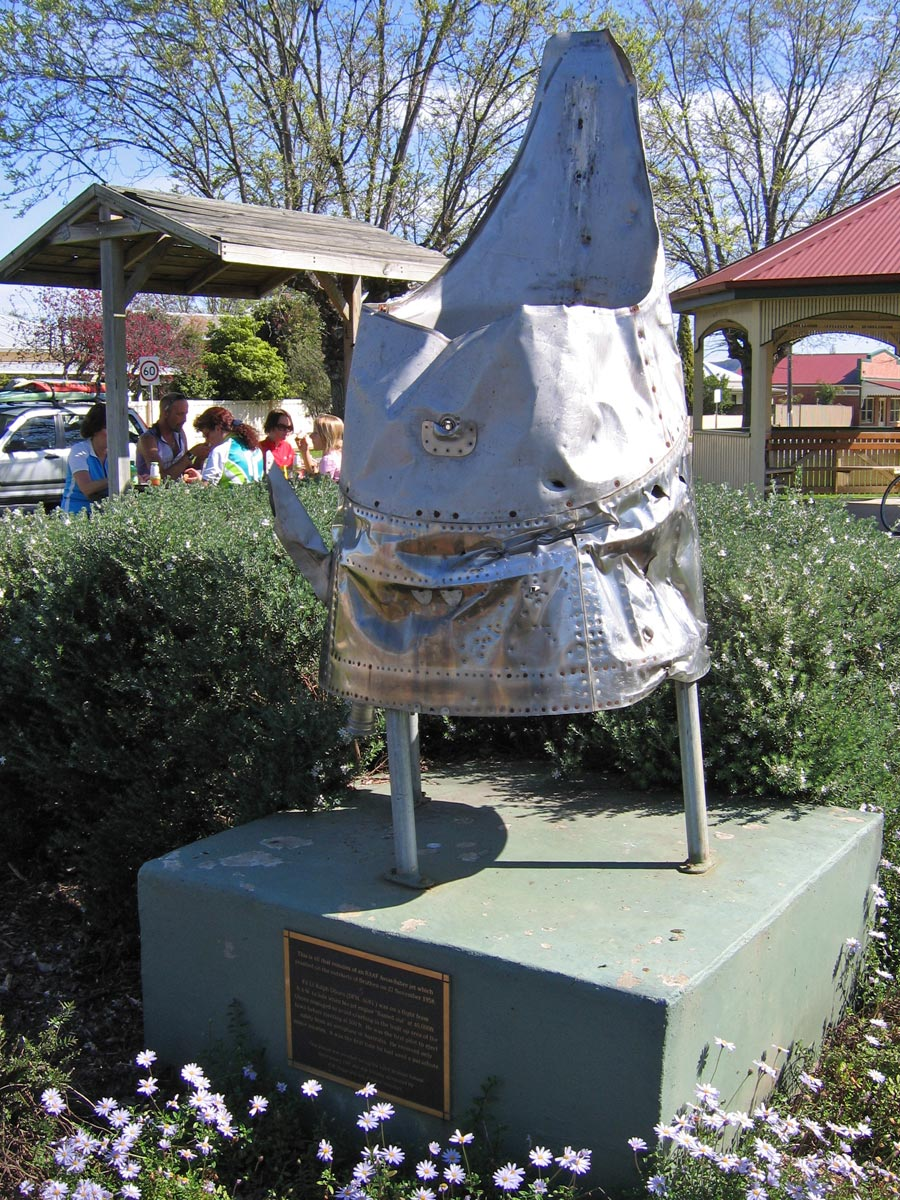
Dieses Teil blieb vom Absturz eines RAAF-Jagdfliegers 1958 übrig.

Bruthen ist ein Wort des Aborigines-Stammes der Brabiralong, Teil der Kurnai, das langer, hölzerner Punkt bedeutet. Alfred Howitt gab an, der richtige Name für die Gegend um Bruthen sei Murloo (dt.: Pfeifenschiefer).
Der bekannte Entdecker des Gippsland, Angus McMillan, zog am 14. April 1840 auf seinem Weg von Omeo durch die Gegend, in der heute Bruthen liegt. Die erste Poststation am Ort wurde am 15. Januar 1862 eröffnet und die erste Schule 1872
Am 27. November 1958 stürzte ein Avon-Sabre-Jagdflugzeug der RAAF auf einen Außenbezirk von Bruthen, wobei er das dichtbevölkerte Stadtgebiet nur knapp verfehlte. Flight Lieutenant Ralph Oborn flog von New South Wales zur RAAF-Basis in Sale, als seine Maschine Feuer fing. Oborn rettete sich mit dem Schleudersitz in einer Höhe von 150 m über Grund und wurde nur leicht verletzt. Damit war er der erste, der in Australien den Schleudersitz eines Flugzeuges betätigte.

## Einrichtungen
Bruthen hat ein kleines Einkaufszentrum mit Gemischtwarenhandel, Bäckerei, Postamt, Hotel, Tankstelle und einigen Fachgeschäften und Cafés. Es gibt auch Polizeistation, eine Rettungsstelle, eine Feuerwehr, verschiedene Kirchen, einen Friedhof und eine Grundschule.
Früher gab es eine Eisenbahnlinie mit Bahnhof östlich der Stadt. Der Bahnhof, ein Eisenbahntunnel und eine Eisenbahnbrücke über den Tambo River, die Storer Bridge blieben als Teil eines Radweges auf der stillgelegten Bahntrasse erhalten.

## Veranstaltungen
Die Gemeinde Bruthen bietet einige Veranstaltungen über das Jahr: die Mixed Bag – Kunstausstellung, Dorfmärkte (jeden 4. Sonntag im Monat), Tanzveranstaltungen der Kirchengemeinden und das Bruthen Blues & Arts Festival am 3. Februarwochenende. Der oben erwähnte, 96 km lange East Gippsland Rail Trail (Fahrradweg auf der ehemaligen Bahntrasse) von Bairnsdale nach Orbost führt durch Bruthen und bietet hervorragende Möglichkeiten zum Fahrradfahren, Wandern und Reiten.

## Sport
Der Bruthen Football Club (Australian Football) spielt in der Omeo & District Football League (OFDL) und hat den Spitznamen “The Bulldogs”. Der Verein hat seit dem Beginn seiner Ligateilnahme 1978 sechs Meisterschaften gewonnen, 1979, 1984, 1985, 1989, 1990 und 2003. Angeschlossen ist der Bruthen Netball Club.
Die Farben von Bruthen sind rot / weiß / blau. Die Footballspieler tragen rot-weiße Ringe auf blauem Untergrund und die Damen des Netball-Vereins blaue Blusen und rote Röcke.
Auch Tennis, Cricket und Bowls wird in Bruthen gespielt und es gibt Schützenvereine.

## Galeriebilder

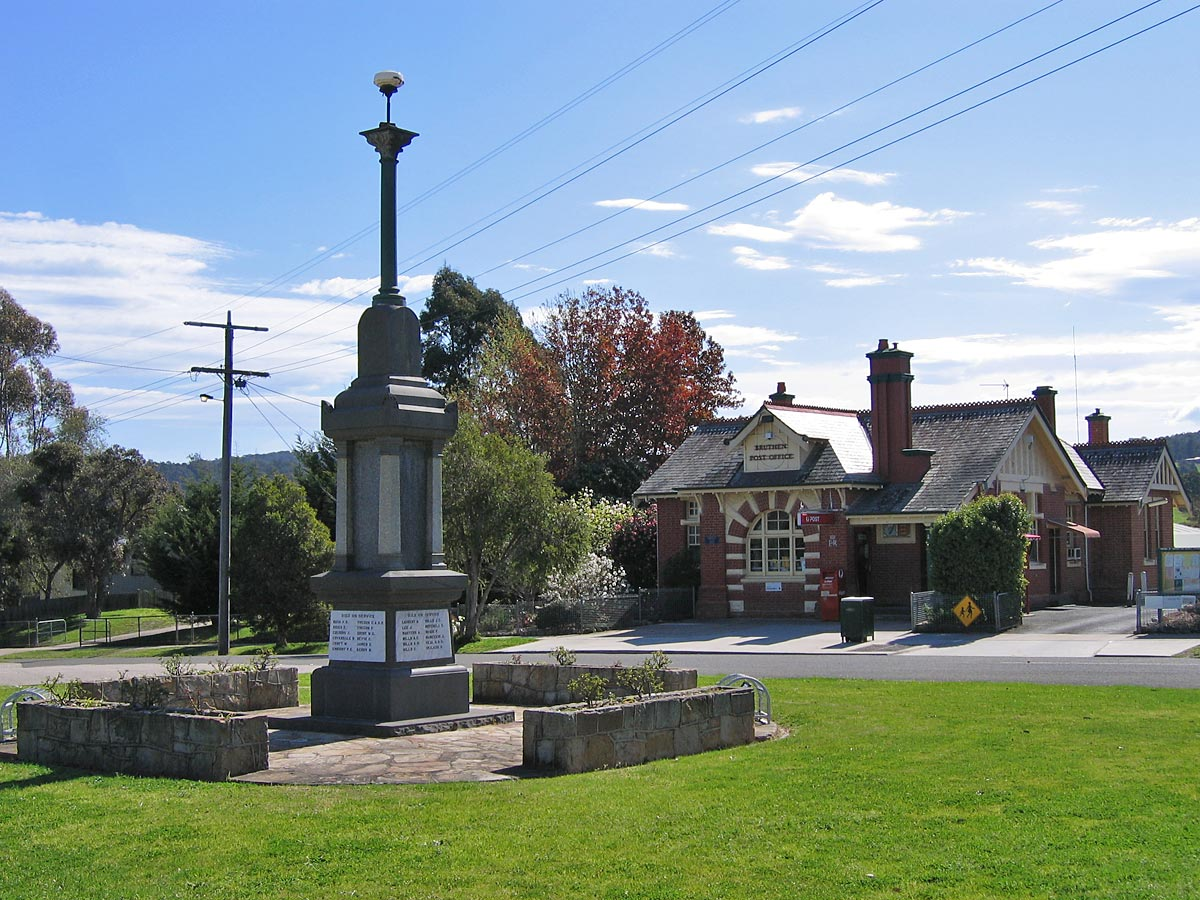
Kriegerdenkmal von Bruthen und Postamt an der Great Alpine Road
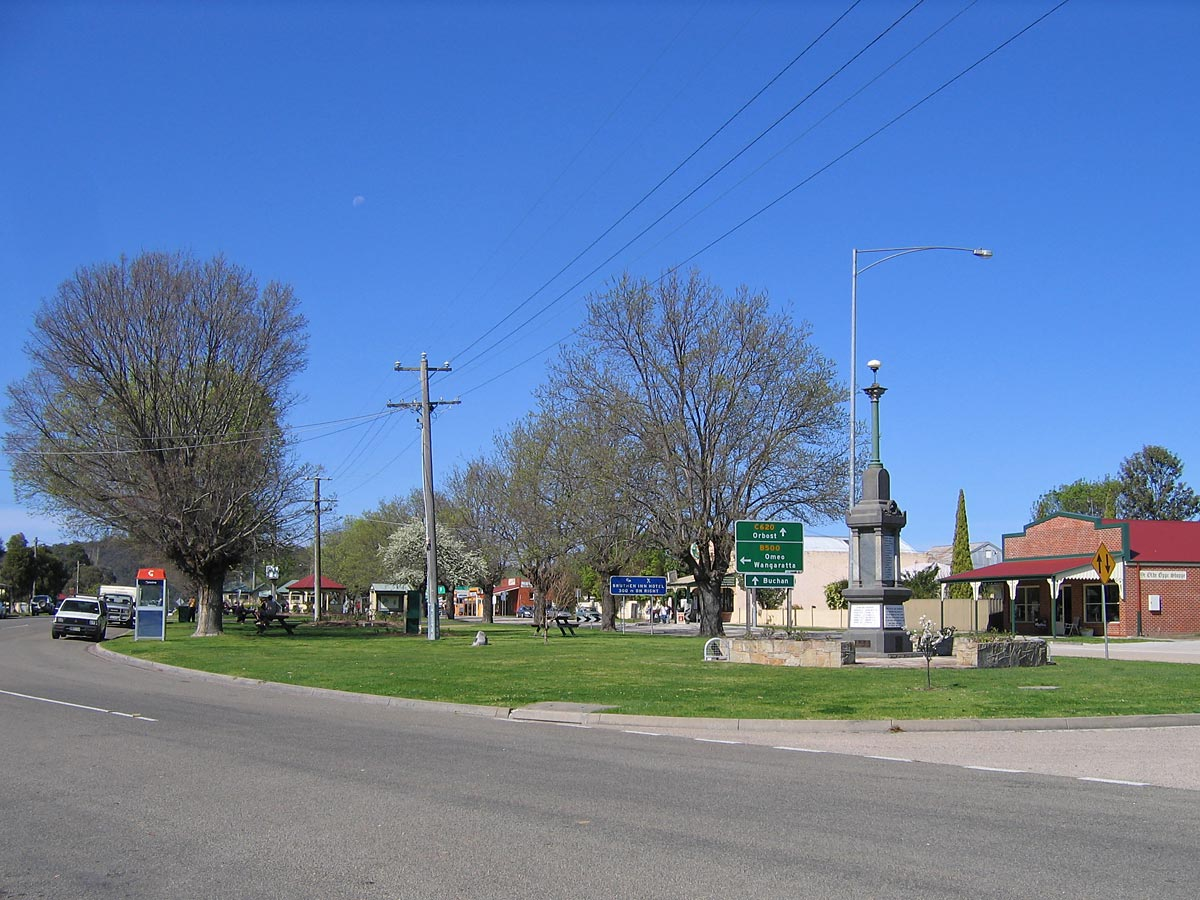
Schön gestaltete Verkehrsinsel zwischen der Alpine Road und einer Nebenstraße
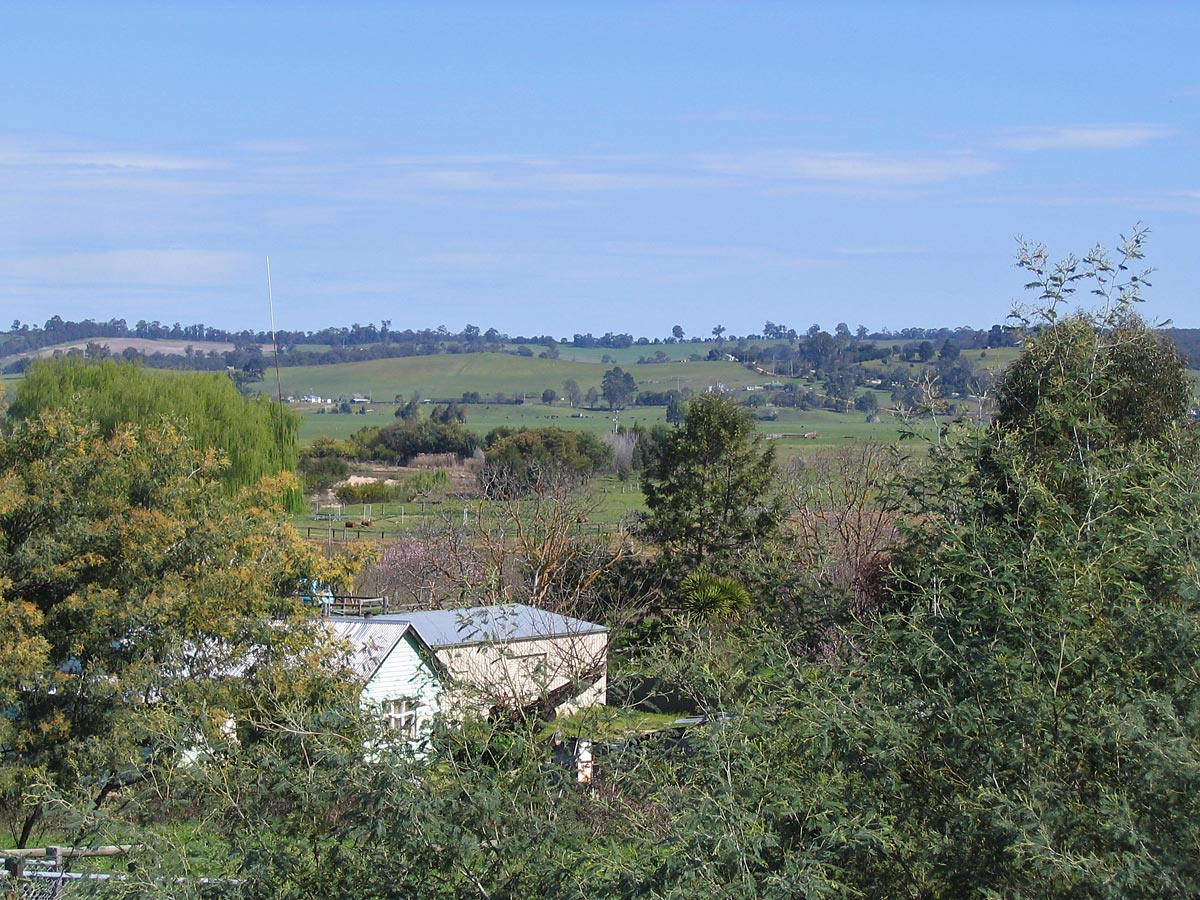
Typisches Bauernland in der Nähe von Bruthen am Unterlauf des Tambo River